# S/S Hansteen
S/S Hansteen är ett norskt segel- och ångfartyg. Det är riggat som en 2-mastad skonare och var vid leveransen försedd med en ångmaskin på 25 
hästkrafter. Fartyget byggdes år 1866 på Nylands mekaniske verksted för Norges geografiske opmåling och uppkallades efter dess chef astronomen Christopher Hansteen.
Under 30 år utförde fartyget sjömätningsuppdrag längs hela Norges kust, ända till gränsen mot Ryssland, som låg till grund för dåtidens sjökort. Många av mätpunkterna är fortfarande utsatta på dagens sjökort. Hon utnyttjades också av biologerna Johan Hjort och G.O. Sars för havsforskning. År 1872 bodde kronprins Oscar ombord på fartyget i samband med invigningen av Haraldshaugen i Haugesund. År 1879 byttes den ursprungliga ångmaskinen ut mot en kompoundångmaskin. 
Hansteen såldes till Innherad Forenede Damskipsselskap år 1898 för användning i lokaltrafiken på Trondheimsfjorden och byggdes om till passagerarfartyg året efter. År 1900 övertogs hon av Det Helgelandske Dampskipsselskab som döpte om fartyget till Haarek och lät henne trafikera rutter längs Helgeland och mellan Sandnessjøen och Træna.
Haarek såldes till Florø år 1950 och byggdes om till logifartyg för säsongsarbetare inom fiskerinäringen. År 1962 övertogs hon av Oslo Indremisjon och förtöjdes i Akerselva under namnet Ivar Elias som logi för hemlösa.
År 1978 var fartyget skrotfärdigt men räddades av privatpersoner med Olaf T. Engvig i spetsen. Hon återfördes till utseendet som havsforskningsfartyg och fick en ny 125 hk koleldad ångmaskin. År 1986 övertogs hon av den nybildade Stiftelsen D/S Hansteen i Trondheim. Hansteen har kajplats i Nidälven intill Trondheims Sjöfartsmuseum, som sedan 2015  ansvarar för driften av fartyget, och seglar turer med passagerare på sommaren.